# Hihifo (Tonga)
Ne doit pas être confondu avec le district d'Hihifo sur l'Île de Wallis.
Hihifo est un petit village des Tonga, situé sur l'île de Niuatoputapu. Il s'agit du chef-lieu de la division des Niuas et de l'île de Niuatoputapu. Cette dernière est le sommet d'un volcan sous-marin. Hihifo comptait 516 habitants en 2006.

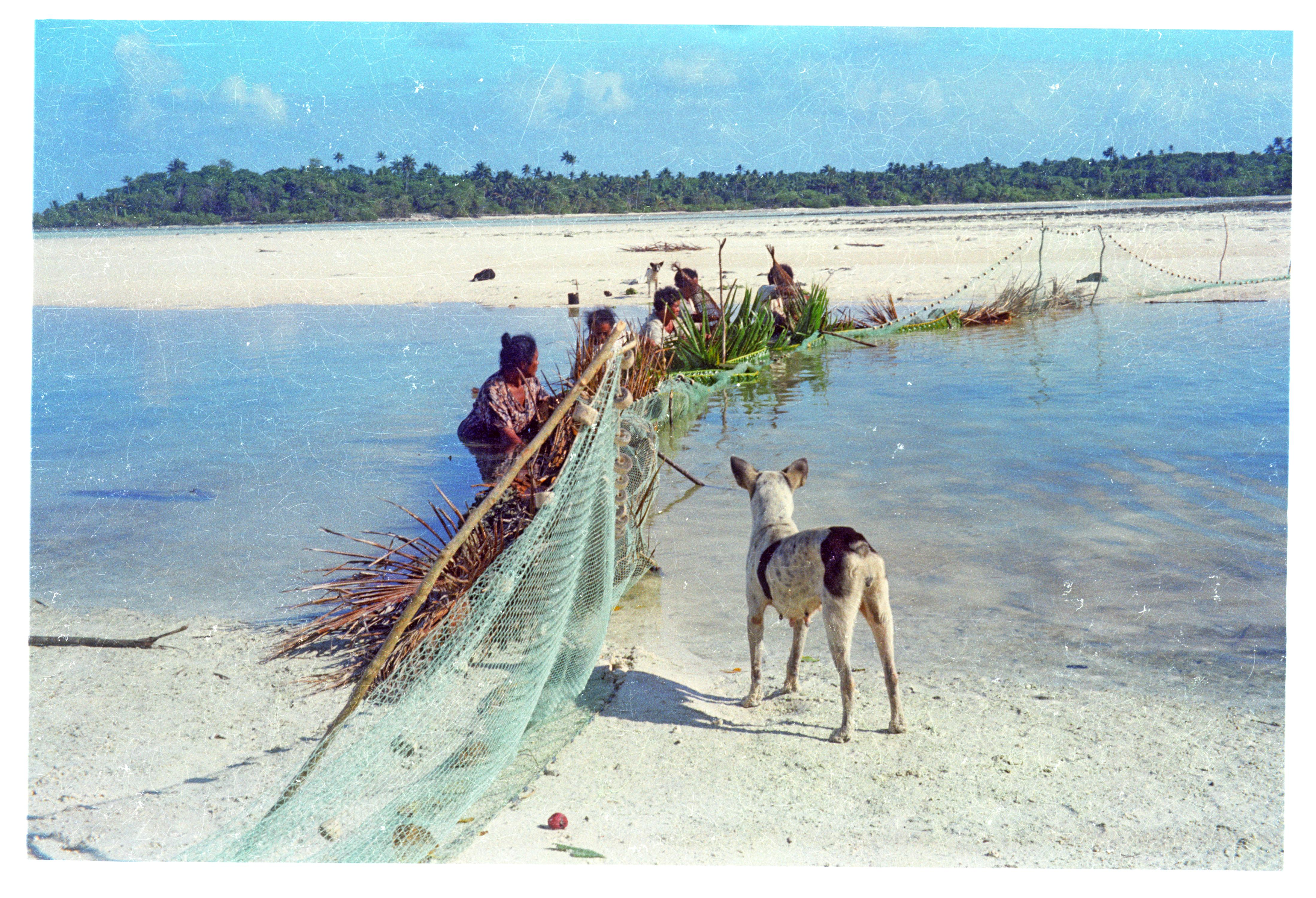
Des femmes du village de Hihifo à la pêche en 1969.